# Mario Monge
Mario Monge (27 novembre 1938 – 31 maggio 2009) è stato un calciatore salvadoregno, di ruolo attaccante.

## Carriera
Ha giocato in Canada con il Toronto Italia, con cui vinse la ECPSL 1962.
Prese parte con la Nazionale salvadoregna ai Mondiali del 1970.

## Palmarès
- Eastern Canada Professional Soccer League: 1

Toronto Italia:1962